# (9957) Raffaellosanti
(9957) Raffaellosanti (1991 TO13) – planetoida z pasa głównego asteroid okrążająca Słońce w ciągu 3,46 lat w średniej odległości 2,29 j.a. Odkryta 6 października 1991 roku.